# Catulliaria biton
Catulliaria biton är en insektsart som beskrevs av Synave 1958. Catulliaria biton ingår i släktet Catulliaria och familjen Tropiduchidae. Inga underarter finns listade i Catalogue of Life.